# Luise Heim
Luise Heim (* 24. März 1996 in Bad Dürkheim) ist eine deutsche Badmintonspielerin.

## Karriere
Heim begann 2002 in Neustadt an der Weinstraße Badminton zu spielen. In ihrer Juniorenzeit nahm sie 2012, 2013 und 2014 an den Badminton-Juniorenweltmeisterschaften teil. 2013 wurde sie nationale Juniorenmeisterin und erspielte mit dem Nachwuchsteam die Bronzemedaille bei den Junioreneuropameisterschaften. Mit dem 1. BC Beuel wurde sie 2014 in der Bundesliga Dritter, während sie in der Altersklasse U19 ihren Titel bei den deutschen Juniorenmeisterschaften verteidigte. International siegte Heim bei den Croatian Juniors, in zwei Disziplinen bei den Portuguese Juniors, den Bulgarian Juniors und den Swiss Juniors. Außerdem startete sie bei den Olympischen Jugend-Sommerspielen in Nanjing, bei denen sie jedoch sowohl im Einzel als auch Mixed in der Gruppenphase scheiterte. Mit der deutschen Nationalmannschaft stand Heim bei den Mannschaftseuropameisterschaften der Damen auf dem Podium. Im folgenden Jahr zog sie an der Seite von Yvonne Li ins Endspiel der Lithuanian International ein und wurde bei den Junioreneuropameisterschaften im Dameneinzel, bei den Europameisterschaften mit dem deutschen Team und in der Bundesliga mit dem 1. BC Beuel Dritter. Bei den nationalen Juniorenmeisterschaften triumphierte Heim in zwei Disziplinen. 2016 erreichte sie die Finalspiele der Greece Open und den deutschen Meisterschaften im Dameneinzel und erspielte mit dem Damenteam bei den Kontinentalmeisterschaften eine weitere Bronzemedaille. Am 5. Februar 2017 wurde sie erstmals Deutsche Meisterin bei den Erwachsenen. Außerdem wurde sie bei den Dutch International und den Bulgaria Open Zweite und kam mit der Nationalmannschaft bei den Europameisterschaften unter die besten drei. Im nächsten Jahr verteidigte Heim bei den nationalen Titelkämpfen ihren Titel, wurde mit ihrem Verein Zweite in der Bundesliga, triumphierte mit ihrem Sieg bei den Greece Open erstmals bei einem Wettbewerb der Badminton World Federation und erreichte bei der Mannschaftseuropameisterschaft das Endspiel, was ihr auch 2019 gelang. Sie wechselte zur Saison 2018/19 zum 1. BC Bischmisheim und gewann mit dem Verein die Bundesliga, nachdem sie sich zum Jahresanfang aus der Nationalmannschaft und von internationalen Wettkämpfen zurückgezogen hatte.